# Caymanostella madagascariensis
Caymanostella madagascariensis är en sjöstjärneart som beskrevs av Georgii Mikhailovich Belyaev och Litvinova 1991. Caymanostella madagascariensis ingår i släktet Caymanostella och familjen Caymanostellidae.
Artens utbredningsområde är Madagaskar. Inga underarter finns listade i Catalogue of Life.